# 女王様がいっぱい
『女王様がいっぱい』（じょうおうさまがいっぱい）は、イワシタシゲユキによる日本の漫画作品。『週刊コミックバンチ』にて2008年4・5合併号から2009年10号まで連載されていた。全5巻。

## あらすじ
かつて文豪に憧れた文学青年、泉佐野圭は、自らに才能がないことを悟り、文豪を育てる名編集者となることを夢見て、大手出版社新緑社に入社する。しかし、雑誌畑をたらい回しにされた挙句新たに配属されたのは、小中学生向けながら、他紙にない過激な性表現を売りにしている少女漫画雑誌「チェルシー」の編集部だった。部内は彼以外編集プロダクションの派遣社員に至るまで、全員女性。しかも、いずれも個性的な「女王様」タイプばかりであった。意に沿わぬ人事異動に早くも辞職を決意した泉佐野だが、編集会議で派遣社員葉月紗香に「やる気がないなら辞めてしまえ」と罵られ、辞めるに辞められなくなってしまう。おりしも「チェルシー賞」に応募してきた女子高生片瀬麻衣に光るものを感じた彼は、やめる前に彼女を育てようと思い立つ。
その頃、泉佐野の住むマンションに、ファンシーなベッドとファンシーな衣装の若い女性が引っ越してくる。だがそれが職場ではそんな様子を片鱗も見せない葉月紗香だと知った彼は……。

## 登場人物
泉佐野 圭（いずみさの けい）
主人公。28歳。176cm・65kg。O型。福岡県福岡市出身。
少女漫画誌『チェルシー』編集部唯一の男。
かつては文学史に名を残す小説家を目指していたが、夢を格下げする形で作家を育てることを目指す。
白鷺派で庶民派の異色の文豪である田沢由哉が好き。
葉月 紗香（はづき さやか）
24歳。158cm。スリーサイズは90/62/92。O型。神奈川県藤沢市出身。
編集プロダクションから派遣された、『チェルシー』編集部では唯一の派遣社員。編集会議で、他の社員の面前で罵倒するなど、何かと泉佐野に突っかかってくる。職場ではジーパンなど女性を感じさせないいでたちだが、家では「避暑地のお嬢様」風のファンシーな衣装を着、ファンシーなベッドで寝るファンシーグッズ好き。料理も趣味で、作りすぎた料理を泉佐野に届けたりしている。職場ではラフな格好なので目立たないが、意外に巨乳。高校時代は綾瀬という名字で、泉佐野に家庭教師をしてもらっており、彼に憧れていた。
片瀬 麻衣（かたせ まい）
17歳。160cm。スリーサイズは85/56/85。A型。東京都練馬区出身。趣味はクラシックバレエ・スポーツ全般。
チェルシー賞に応募したことで泉佐野の目に止まる。「自称17歳」の中年女性かと思われたが、漫画家を目指す正真正銘の女子高生で、面白い展開を期待していた『チェルシー』編集部の面々を落胆させる。個性的な絵柄とストーリー展開から、泉佐野が目をかけて担当となる。
瞳 麗花（ひとみ れいか）
チェルシーに連載している漫画家。
かつての売れっ子だった少女漫画界の重鎮だが、スランプになってからは低調になっている。
岬 杏子（みさき きょうこ）
34歳。162cm。スリーサイズは82/54/84。B型。京都市宇治市出身。趣味はミュージカル鑑賞・水泳。
『チェルシー』副編集長。売上至上主義の辣腕で、「チェルシー」を少年誌に負けない雑誌にすることが夢。ほとんど登場しない編集長に代わり、事実上『チェルシー』編集部を仕切っている。葉月にすら反論を許さない強圧的な態度から泉佐野に「絶対零度の女」の異名をつけられている。
久遠 静香（くおん しずか）
30歳。168cm。スリーサイズは88/56/86。B型。神奈川県横浜市出身。
『チェルシー』デスク。美人で抜群のプロポーション持つ一見魅力的な女性ながら、度重なる「下ネタ」発言や沼袋へのセクハラ行為から、泉佐野に「猥物陳列罪女」と陰で呼ばれている。日本にヌーディストビーチを作るのが夢。好物はスッポン・レバ刺し・フグ。好きなタイプはチョコボール向井。
沼袋 みちる（ぬまぶくろ みちる）
28歳。156cm。スリーサイズは82/57/86。A型。埼玉県所沢市出身。趣味はカラオケ・百人一首。
『チェルシー』編集部員。しあわせな結婚を夢見る。泉佐野と同期で入社。編集部の面々にいじられがちの泉佐野を何かと気にかけ、かばっているが、泉佐野から見返りを期待しての行為であることを見透かされ、「自意識過剰女」とあだ名をつけられている。
倉沢 晶子（くらさわ　しょうこ）
23歳。150cm。スリーサイズは78/58/82。AB型。北海道旭川市出身。趣味はネット・情報収集。
年少の『チェルシー』編集部員。チェルシー編集長、果ては新緑社社長を夢見る野望の女。頭の回転が速く、仕事もできるが、計算高く、腹黒い面があり、泉佐野から「油断禁物の女」と看做されている。
仲村（なかむら）
片瀬の親友。チェルシーに何度か読切漫画を載せている。